# بيتر رايت (صحفي)
بيتر رايت (بالإنجليزية: Peter Wright)‏ هو صحفي بريطاني، ولد في 13 أغسطس 1953.